# تانيا ليون (ناشطة إفريقية)
تانيا ليون (4 مايو 1945- 15 أغسطس 1996) ولدت في ويلينغتون، وكانت معلمة وناشطة نسائية في جنوب إفريقيا. كانت عضوًا في الحركة المناهضة للفصل العنصري في هولندا وفي الوحدة الهولندية لحزب المؤتمر الوطني الإفريقي.

## سيرتها الشخصية
ليون من مواليد 4 مايو 1945 في ويلينغتون جنوب إفريقيا. وكانت أصغر طفلة في عائلة مكونة من تسعة أفراد. تدربت ليون كمعلمة وفي العام الدراسي 1960-1961 حصلت على "شهادة المعلم الإبتدائي الأدنى" من معهد أثلون في بارل، جنوب أفريقيا. من يناير 1969 إلى يونيو 1972 عملت كمساعدة تدريس في مدرسة ماونتن ريفر الثانوية في ويلينغتون. وفي عام 1973 قررت ليون مغادرة جنوب إفريقيا لأن سياسات الفصل العنصري التي اتبعتها حكومة جنوب إفريقيا أصبحت أكثر قمعية. وصلت إلى هولندا عام 1973. تابعت ليون دورة التمريض في أمستردام من عام 1973 إلى عام 1976 وعملت من أغسطس 1982 حتى أوائل عام 1985 كممرضة في جمعية أمستردام كروس. أصبحت مواطنة هولندية في عام 1984، عملت ليون من أغسطس 1986 إلى 1989 في مؤسسة المرأة والمعلوماتية في أمستردام، وكذلك محاضرة في مدرسة المرأة للمعلوماتية من أغسطس 1987.
توفيت ليون يوم الخميس 15 أغسطس 1996 عن عمر يناهز 51 عامًا في نيجتيفشت.